# ملاحظة المشارك

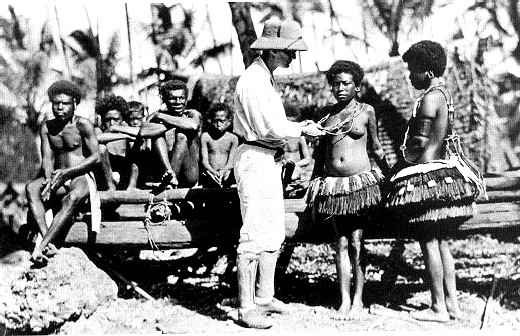

ملاحظة المشارك التي يقوم بها الممارسون الباحثون هي إحدى وسائل تجميع البيانات تستخدم عادةً في البحث النوعي ووصف الأعراق. يشيع استخدام هذه المنهجية في عدة أنظمة تحديدًا علم الإنسان الثقافي، وعلم الأعراق الأوروبي، وعلم الاجتماع، ودراسات التواصل، والجغرافيا البشرية، وعلم النفس الاجتماعي. تهدف ملاحظة المشارك إلى كسب صلة وثيقة وحميمة بمجموعة معينة من الأفراد (مثل مجموعة دينية ومهنية وثقافية فرعية، أو مجتمع معين)، بالإضافة إلى الدراية بممارساتهم عبر الاتصال الوثيق بالناس في بيئتهم الثقافية على مدار وقت طويل.
نشأ هذا المنهج في مجال البحث الميداني المرتبط برحلات الاستكشاف العلمية الأوروبية الأمريكية. في عام 1800، أكد بالفعل أحد رواد هذا المنهج مثل جوزيف ماري، بارون غيراندو، أن: «أول طريقة لمعرفة الهنود هي أن تكون مثل أي واحد منهم. وعبر تعلم لغتهم، سنصبح رفقاءهم في الوطن». ثم أصبحت هذه الوسيلة شائعة على يد برونسيلاف مالينوفسكي وطلابه في بريطانيا، وطلاب فرانز بواس في الولايات المتحدة، وفي البحث المدني اللاحق الذي أجرته مدرسة شيكاغو لعلم الاجتماع.

## التاريخ والتطور
استخدم فرانك هاميلتون كاشينغ هذه الطريقة في دراسته للزوني في الفترة الأخيرة من القرن التاسع عشر، التي تبعتها دراسات أجراها أناس من جمعيات غير غربية مثل برونسيلاف مالينوفسكي، وإي. إي. إيفانز بريتشارد، ومارغريت ميد، في النصف الأول من القرن العشرين. أنشأها علماء الإنسان بصفتها طريقةً أساسيةً في البحوث العرقية، وهي تعتمد على الاستثمار في العلاقات الشخصية مع المستجوبين المحليين باعتبارها طريقة للتعرف على ثقافة ما. تشتمل هذه الطريقة على ملاحظة الحياة الاجتماعية لمجموعة ما والمشاركة فيها. تمكن الباحثون من خلال الانخراط في الثقافات التي درسوها من صياغة القيم المباشرة لحياتهم والتوصل إلى تبصرات جديدة. طُبقت هذه الطريقة نفسها على مجموعات من المجتمع الغربي وأثبتت نجاحها تحديدًا في دراسة الثقافات الفرعية أو المجموعات التي تشترك في حس قوي للهوية حيث لا يمكن للملاحظ أن يَدخل حياةَ الناس موضع الدراسة حقًا إلا عبر المشاركة فيها. بعد نشر نتائج عقد من عمل غرينفين غودوين بصفته مراقبًا مشاركًا مع الأباتشية الغربية، جعلته المنظمة الاجتماعية للأباتشية الغربية شخصية بارزة في مجال علم الأعراق.
منذ ثمانينيات القرن العشرين، تساءل بعض علماء الإنسان وعلماء الاجتماع عن درجة صدق التنبؤ الذي قد تعطيه ملاحظة المشارك في عقول الناس. في نفس الوقت، بدأ ينتشر برنامج بحثي أكثر رسمية يُعرف باسم النظرية المتجذرة، أنشأه غلاسر وستراوس، مع علم الاجتماع الأمريكي والمجالات المتعلقة به مثل الصحة العامة. استجابةً لهذه التحديات، صقل الإثنوغرافيون وسائلهم إما بجعلها خاضعة لنظام اختبار الفرضيات وتكرارها أو بوضع إطار لتفسيراتهم في نطاق نظرية معرفة تؤخذ في الاعتبار بعناية أكبر.
بناء على ذلك، لم يكن تطوير ملاحظة المشارك بصفتها وسيلةً بحثية عملية عشوائية، لكنها تضمنت قدرًا كبيرًا من النقد الذاتي وإعادة النظر. فأصبحت نتيجة لهذا متخصصة. قد يُنظر إلى علم النفس البصري على أنه مجموعة فرعية من وسائل ملاحظة المشارك، إذ يكون السؤال المركزي في هذا المجال متعلقًا بكيفية أخذ الكاميرا إلى الحقل في أثناء التعامل مع قضايا كهذه باعتبارها تأثير الملاحظ. تطورت القضايا التي تتطلب دخول الحقل إلى مجال فرعي منفصل. تستخدم المقالة المشهورة لكليفورد غيرتز حول كيفية التعامل مع الساحة متعددة الأوجه للعمل الإنساني من وجهة نظر الملاحظين في تفسير الثقافات، الغمز كمثال بسيط، الذي يُنظر إليه في سياق ثقافي بعيدًا عن الوطن.

## المنهج والممارسة
تشتمل مثل هذه الأبحاث على مجموعة من الطرق المحددة جيدًا لكن المتنوعة: المقابلات غير الرسمية، والملاحظات المباشرة، والمشاركة في حياة المجموعة، والنقاشات الجماعية، وتحليل الوثائق الشخصية المقدمة في المجموعة، والتحليل الذاتي، ونتائج الأنشطة المنفذة على الإنترنت أو في الواقع، وتواريخ الحياة. رغم أن هذا المنهج يُصنف على أنه بحث نوعي، فهو يشتمل على أبعاد كمية. تُنفذ ملاحظة المشارك عادةً على مدة كبيرة من الزمن، تتراوح من عدة أشهر إلى عدة سنين، وحتى أجيال. تعني مدة البحث الطويلة أن الباحث قادر على الحصول على معلومات أدق وأكثر تفصيلًا عن الأفراد والمجتمع و/أو السكان تحت الدراسة. إن ملاحظة التفاصيل الظاهرة (مثل توزيع الوقت خلال اليوم) والتفاصيل الخفية (مثل التابوهات) وتفسيرها يكونان أسهل على مدى فترة زمنية أطول. يعطي طول المدة قوة للملاحظة والتفاعل إذ يمكن للباحثين أن يكتشفوا التناقضات بين ما يقول المشاركون إنه يجب أن يحدث (النظام الشكلي) -وغالبًا يؤمنون به- وما يحدث بالفعل، أو بين الأوجه المختلفة للنظام الشكلي؛ على العكس، قد يكون استبيان إجابات الناس على مجموعة من الأسئلة لمرة واحدة متسقًا إلى حد ما، لكنه نادرًا ما يُظهر الصراعات بين الأوجه المختلفة للنظام الاجتماعي أو بين التمثيلات الواعية والسلوك.
في ملاحظة المشارك، تشكل اهتمامات الباحث والتزاماته المنظمة أي حدث يعتبره الباحث مهمًا ومتعلقًا بموضوع البحث. وفقًا لهويل (1972)، هناك أربع مراحل لمعظم دراسات أبحاث ملاحظة المشارك وهي توطيد العلاقات أو التعرف على الناس، والانخراط في الحقل، وتسجيل البيانات والملاحظات، ودمج المعلومات المجمعة.
| مراحل هويل لملاحظة المشارك (1972) | الوصف |
| توطيد العلاقات                    | تعرف على الأعضاء وزر الموقع قبل الدراسة. يقول هويل إنه من المهم أن نكون أصدقاء أو على الأقل أن نكون مقبولين في المجتمع للحصول على بيانات نوعية. |
| في الحقل                          | افعل ما يفعله السكان المحليون: من المهم للباحث أن يتصل بالسكان أو يُظهر اتصالًا معهم حتى يكون مقبولًا كعضو من أعضاء المجتمع. يطلق ديوالت وديوالت (2011) على هذا الشكل من توطيد العلاقات «تحدّثْ كما يتحدثون» و«امشِ كما يمشون». ويصرّح ديوالت وديوالت بأن على الباحثين أن يكافحوا من أجل تماشيهم مع السكان موضع الدراسة عبر الاعتدال في اللغة والمشاركة، وهو ما ذكره هويل أيضًا. يمهد هذا الطريق لمدى اندماج الباحث مع الحقل ونوعية الأحداث القابلة للملاحظة التي يختبرها.                                                                        |
| تسجيل الملاحظات والبيانات         | الملاحظات الميدانية المقابلات الصحائف الانعكاسية: يُشجع الباحثون على تسجيل أفكارهم ومشاعرهم الشخصية عن موضوع الدراسة. فهم يُدفعون للتفكير في الطرقة التي قد تؤثر فيها تجاربهم، وأصولهم العرقية، ونوعهم الاجتماعي، وجنسهم، وتوجههم الجنسي، وعوامل أخرى، في بحثهم، وهو في هذه الحالة ما يقرر الباحث تسجيله وملاحظته (أمبرت وآخرون، 1995). يجب على الباحثين أن يكونوا واعين لهذه التحيزات وأن يبدؤوا الدراسة دون مفاهيم مغلوطة وألا يُدخِلوا أي أمور شخصية في عملية تجميع البيانات (أمبرت وآخرون، 1995؛ ديوالت وديوالت، 2001؛ ريتشاردسون، 2000). |
| تحليل البيانات                    | التحليل الموضوعي: تنظيم البيانات وفقًا للمواضيع المتكررة الموجودة في المقابلات أو أي نوع آخر من تجميع البيانات النوعي و تحليل السرد: تصنيف المعلومات المجمعة عبر المقابلات وإيجاد موضوعات مشتركة وبناء قصة مترابطة من البيانات. |